# Red rain
Red rain is een lied geschreven door Peter Gabriel.

## Lied
Hij schreef het voor zijn studioalbum So, maar de geschiedenis gaat verder terug. Toen Gabriel net uit Genesis was gestapt/gezet wilde hij een film maken onder de titel Mozo. Daarin werden dorpelingen als straf doordrenkt met bloedrode regen; het was de bedoeling dat Red rain daarvan de titelsong werd. Mozo werd vervolgens wel genoemd in On the air op Gabriels album uit 1978. Ook liedjes onder titels Down the dolce vita, Here comes the flood en Exposure geven hints van de film. Die film zou er uiteindelijk niet komen. Voor zijn album So pakte Gabriel de draad weer op en voegde nachtmerrieachtige indrukken in. Hij zou terugkomende dromen verwerken in de tekst, zoals het drinken van rode wijn aan/in zijn zwembad ("water’s edge in my dream"). Een andere is meer verontrustend; wijnflessen in de vorm van mensen vallen van een rots, slaan stuk op de onderliggende boden en de rode wijn erin stroomt weg. Gabriels biograaf Daryl Easlea tekende op dat het lied een broeiende opening van het album is en terugvoerde op twee obsessies uit die dagen: aids en fall-out.
Naast Jerry Marotta, de drummer uit de begeleidingsband van Gabriel, is in dit nummer ook drummer Stewart Copeland te horen op de hihat. Queensrÿche heeft het nummer ooit gecoverd.

## Single
Gabriel en Geffen Records gaven Red rain in 1986 in de Verenigde Staten en Canada uit als tweede single van So, volgend op Big time. Het haalde op 7"-single toen de derde plaats in de specialistische Mainstream Rock hitlijst van Billboard. Het jaar daarop (juni 1987) werd het ook als single (allerlei soorten geluidsdragers) uitgegeven door Virgin Records (de Europese distributeur). Het werd daarbij gekoppeld aan het instrumentale nummer Ga ga, terug te voeren op I go swimming, dat niet op een studioalbum verscheen; de 12" en CD-single droegen ook nog Walk through the fire. Of de single ook specifiek in Nederland en/of België is uitgegeven is echter onbekend. De single bereikte alleen in Gabriels' thuisland het Verenigd Koninkrijk de 46e positie in de UK Singles Chart en stond 4 weken in de lijst genoteerd.
In Nederland werd de plaat destijds wel veel werd gedraaid op Radio 3 maar bereikte vreemd genoeg zowel de Nederlandse Top 40 als de Nationale Hitparade Top 100 niet. Ook de Europese hitlijst op Radio 3, de TROS Europarade, werd niet bereikt, aangezien deze lijst 4 dagen (op 25 juni 1987) voor het uitbrengen van de single voor de laatste keer werd uitgezonden.
Ook in België werd géén notering behaald in zowel de Vlaamse  Ultratop 50 als de Vlaamse Radio 2 Top 30. 